# Agutaya
Agutaya est une municipalité de la province de Palawan, aux Philippines, située en mer de Sulu. Selon le recensement de 2020, sa population est de 12 867 habitants.
Municipalité insulaire, c'est la partie orientale de l' archipel de Cuyo. Elle couvre plusieurs îles, dont son homonyme Agutaya Island (de), la deuxième plus grande île de l'archipel, ainsi que les îles Diit, Halog, Maracanao, Matarawis, Eke et Quiniluban (en) .

## Géographie
L'île d'Agutaya est la deuxième plus grande du groupe Cuyo avec une superficie d'environ 4,5 miles carrés (12 km 2 ). La partie nord-est est vallonnée. Quatre sommets dominent l'île. Le sommet du milieu et le plus élevé des quatre, haut de 885 pieds (270 m), est couvert d'herbe cogon ( Imperata arundinacea ), les autres sont boisés.
Les voiliers indigènes ne pouvaient pas naviguer vers et depuis l'île voisine de Cuyo, à seulement 20 miles, en raison de la force de la mousson, soit la mousson du nord-ouest en hiver, soit la mousson du sud-ouest en été.

### Volcan
Agutaya est un volcan, de 120 mètres (390 pieds) au-dessus du niveau de la mer, classé inactif par le Philippine Institute of Volcanology and Seismology (Phivolcs).

### Barangays
Agutaya est politiquement subdivisé en 10 barangays. Chaque barangay est composé de puroks (en) et certains ont des sitios (en) .
1. Abagat ( Poblacion (en) )
2. Algésiras
3. Bangcal ( Poblacion (en) )
4. Cambian ( Poblacion (en) )
5. Conception
6. Diita
7. Maracanã
8. Matarawis
9. Villa Fria
10. Villa Sol